# Doloplazy (powiat Prościejów)
Doloplazy – gmina w Czechach, w powiecie Prościejów, w kraju ołomunieckim. Według danych z dnia 1 stycznia 2012 liczyła 565 mieszkańców.
Dzieli się na dwie części:
- Doloplazy
- Poličky

Zobacz też:
- Doloplazy